# Piotr Michał Pac
Piotr Michał Pac herbu Gozdawa (ur. ok. 1650, zm. 22 lutego 1696) – starosta generalny żmudzki.
Był najstarszym synem Hieronima Dominika, bratem Jana Kazimierza i Kazimierza Michała. W lipcu 1668 otrzymał potwierdzenie pełnoletniości i sam objął opiekę nad młodszym rodzeństwem. Posłował z powiatu brasławskiego na konwokację warszawską, skąd wybrany został na deputata do rewizji skarbu Rzeczypospolitej. Posłował na sejm styczniowy w 1672. Prawdopodobnie już od 1683 służył w wojsku litewskim jako porucznik chorągwi petyhorskiej hetmana wielkiego litewskiego Michała Kazimierza Paca i wziął udział w wojnie z Turcją: walczył pod Chocimiem, Barem i Żurawnem (1673–1676). W 1674 jako chorąży brasławski był obecny na elekcji Jana III Sobieskiego, podpisał jego pacta conventa. W 1681 otrzymał starostwo brasławskie, które trzymał do 1685. W latach 1684–1696 był starostą żmudzkim; starostwo otrzymał 28 października 1684. Poseł sejmiku brasławskiego na sejm zwyczajny 1677 roku. Poseł na sejm 1685 roku. W 1685 obecny był na sejmie; wybrano go do komisji zajmującej się spawami finansowymi wojska.
W 1695 Pac przybył na wezwanie króla do Warszawy, aby pośredniczyć w próbie ugody między biskupem wileńskim Konstantym Kazimierzem Brzostowskim a hetmanem wielkim litewskim Kazimierzem Janem Sapiehą. Już chory opuścił Warszawę i udał się na Żmudź, gdzie zmarł. Jego ciała biskup żmudzki nie pozwolił pochować. Dopiero po długich sporach i interwencji u papieża, za wstawiennictwem brata Kazimierza Michała, uzyskano pozwolenie na złożenie zwłok w kościele Kamedułów w Pożajściu.
Piotr Michał Pac był dwukrotnie żonaty. Pierwszą żoną była od 1677 Tekla Konstancja Wołłowiczówna (zm. 1691) córka Eustachego Wołłowicza stolnika litewskiego, drugą żoną została w 1692 Marianna Tekla Naruszewiczówna (zm. 1726), córka podkanclerzego litewskiego Aleksandra Krzysztofa i wdowa po oboźnym litewskim Jerzym Karolu Chodkiewiczu. Oba małżeństwa były bezdzietne; majątek odziedziczyli młodsi bracia.